# Gen hoán vị

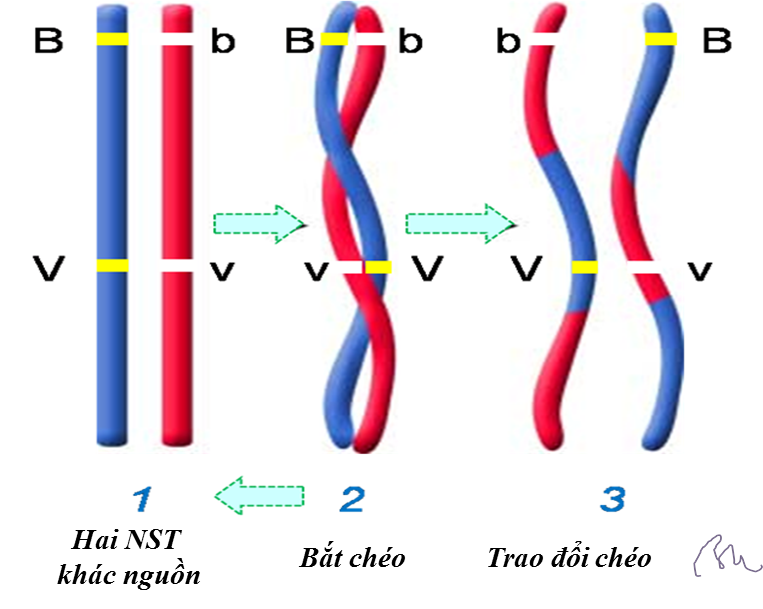
Hình 1: Sơ đồ trao đổi chéo giữa hai nhiễm sức thể khác nguồn, dẫn đến các gen đổi chỗ cho nhau.

Gen hoán vị là các gen tương ứng nhau (gen a-len) cùng ở trên cặp nhiễm sắc thể tương đồng đổi chỗ cho nhau trong quá trình trao đổi chéo., , 
- Hình 1 là sơ đồ mô tả tóm tắt sự hoán vị (đổi chỗ) giữa gen B hoặc V với gen b hoặc v. Trong sơ đồ này:

- Các nhiễm sắc thể ở tế bào nhân thực thường tồn tại thành từng cặp giống nhau về hình dạng, kích thước và cả trình tự lô-cut gen, tạo thành các cặp nhiễm sắc thể tương đồng (homologous chromosomes). Ở mỗi cặp tương đồng này, thì một chiếc nhận từ bố, còn chiếc kia  do mẹ truyền (hình 1.1).

- Trong quá trình giảm phân, các nhiễm sắc thể tương đồng bắt cặp với nhau từng đôi một, tiếp hợp nhau rồi bắt chéo ở những điểm nhất định (hình 1.2).

- Sau đó, có thể xảy ra sự trao đổi chéo: đoạn của "bố" chuyển vị sang đoạn tương ứng của "mẹ" và ngược lại (hình 1.3). Do đó B đổi chỗ cho b, còn V đổi chỗ cho v. Trao đổi chéo như thế gây ra hiện tượng gen hoán vị, nhưng lô-cut mỗi a-len coi như không thay đổi.

## Lịch sử nghiên cứu
Có thể cho rằng hiện tượng hoán vị gen đã biểu hiện ở thí nghiệm của Ba-tê-sơn (William Bateson), Păn-nit (Reginald Punnett) và Sau-đơ (Edith Rebecca Saunders) trên cây đậu thơm (hương đậu) về di truyền liên kết không hoàn toàn (xem chi tiết ở trang Gen liên kết). Tuy nhiên, người chính thức công bố và giải thích đầy đủ hiện tượng này là Thomas Hunt Moocgan.

### 1. Thí nghiệm của Moocgan
- Moocgan đã xác định ở ruồi giấm (Drosophila melanogaster) thì:

- alen B (trội) quy định thân màu xám, còn alen b (lặn) quy định thân đen;

- alen V (trội) quy định cánh dài, còn alen v (lặn) quy định cánh cụt.
Sau khi lai tạo ra ruồi đực dị hợp thân xám, cánh dài (BV//bv), ông đã cho nó lai phân tích với ruồi cái thân đen, cánh cụt (bv//bv) thì được đời con chỉ có 2 kiểu hình:

P: ♂ BV//bv × ♀ bv//bv → F1: xám, dài +  đen, cụt. Đó là phép lai thuận (thể dị hợp là ruồi đực).

Vì ruồi cái chỉ cho một loại trứng duy nhất là bv, nên ông khẳng định ruồi đực chỉ có hai loại tinh trùng BV và bv, mà không có Bv và bV, nghĩa là lôcut B/b và V/v cùng ở một nhiễm sắc thể (xem gen liên kết).
- Tuy nhiên, khi tiến hành phép lai nghịch (thể dị hợp là ruồi cái), thì kết quả xuất hiện hai kiểu hình "lạ" là ruồi con mình xám, cánh cụt và ruồi con mình đen, cánh dài:

P: ♀ BV//bv × ♂ bv//bv → F1: xám, dài + đen, cụt + xám, cụt + đen, dài.

Ông gọi kiểu hình mới xuất hiện này là kiểu hình tái tổ hợp (recombination).

### 2. Giải thích của Moocgan
- Vì ruồi đực chỉ cho một loại tinh trùng duy nhất là bv, nên ông khẳng định ruồi cái dị hợp (BV//bv) đã phát sinh bốn loại trứng gồm hai loại "cũ" là BV và bv, còn hai loại "lạ" là Bv và bV. Thống kê của ông cho thấy số trứng "lạ" này chiếm 17%, vì số ruồi con có kiểu hình tái tổ hợp có tần số là: (206 + 185) / (965 + 944 + 206 + 185) = 0,17.
- Bởi vì Moocgan đã chứng minh được lôcut B/b và lô-cut V/v ở cùng một nhiễm sắc thể (trong thí nghiệm về gen liên kết), nên ông khẳng định 17 % số trứng (giao tử cái) này do hoán vị các a-len B/b với V/v. Sự hoán vị này diễn ra do trao đổi chéo trong quá trình giảm phân tạo thành trứng. Giả thuyết của ông công bố từ năm 1911 đã được giới khoa học công nhận cho đến tận ngày nay (xem hình 2).[4]

## Cơ sở di truyền học phân tử
Giờ đây, nhờ sự phát triển của khoa học và công nghệ, người ta đã biết rõ hơn cơ chế trao đổi chéo gây ra hoán vị gen. Mỗi cặp nhiễm sắc thể tương đồng gồm một chiếc nhận từ bố và một chiếc nhận từ mẹ. Trong quá trình giảm phân phát sinh giao tử (trứng và tinh trùng), mỗi chiếc trong cặp tự nhân đôi tạo nên một nhiễm sắc thể kép có cùng nguồn gốc (từ bố hoặc từ mẹ) gọi là hai nhiễm sắc thể chị em (sister chromosomes) có chứa phân tử DNA như nhau (cái này là bản sao của cái kia). Chỉ sự trao đổi chéo các đoạn tương ứng của hai nhiễm sắc tử không chị em (non-sister chromatids) dẫn đến các đoạn DNA tương ứng mang các a-len đổi chỗ (hoán vị) nhau mới gây ra hoán vị gen. Trong tự nhiên, sự trao đổi chéo có thể chỉ xảy ra ở giới cái (như ruồi giấm mà Moocgan đã thí nghiệm), có thể chỉ xảy ra ở giới đực hoặc có thể xảy ra ở cả hai giới là tùy loài.
Nơi thường xảy ra trao đổi chéo được gọi là "điểm nóng tái tổ hợp" (recombination hotspots). Cơ chế quá trình này ở các "điểm nóng tái tổ hợp" đã được nghiên cứu ở cấp độ phân tử bởi nhiều nhà khoa học nổi tiếng, chẳng hạn như hai mô hình sau.

### 1) Mô hình Holliday
Năm 1964, Robin Holliday (1932-2014) chính thức công bố giả thuyết của mình, gọi là mô hình tái tổ hợp tương đồng (Holliday model for homologous recombination), trong đó ông cho rằng ở điểm bắt chéo của 2 nhiễm sắc thể hình thành nên một "ngã tư" của 4 chuỗi DNA ("ngã tư Ho-li-đây" hay "giao điểm Ho-li-đây", hình 3). Sau đó xảy ra sự đứt đoạn DNA ở vùng này, các a-len đổi chỗ cho nhau (hình 4).

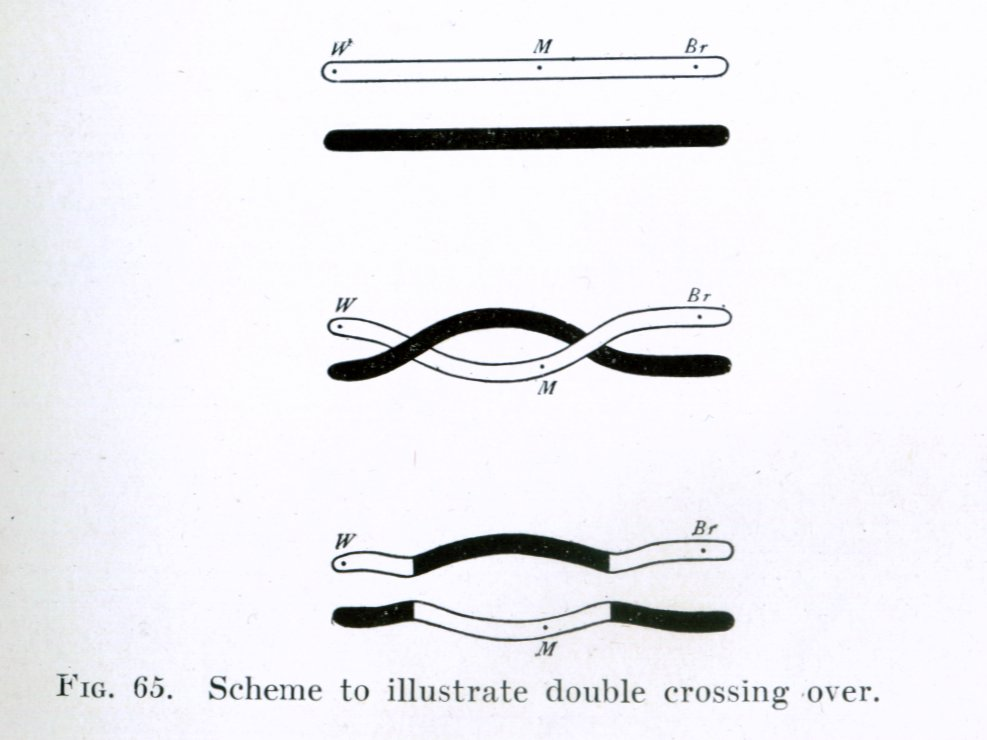
Hình 2: Sơ đồ của Morgan mô tả bắt chéo dẫn đến hoán vị gen.
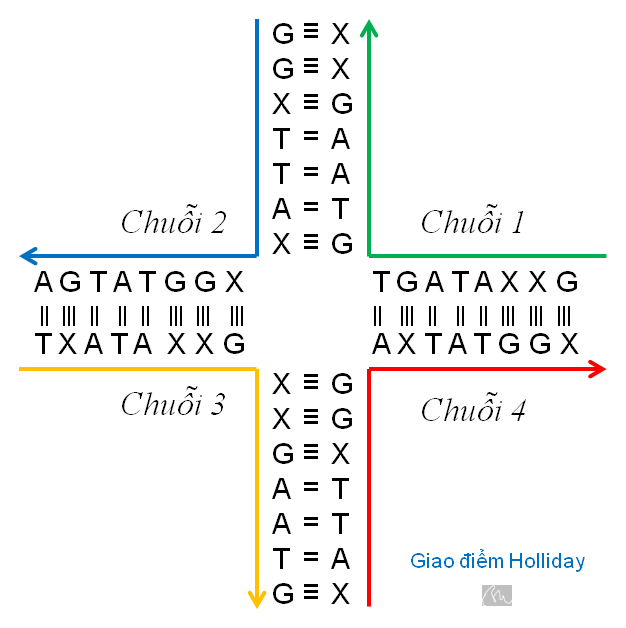
Hình 3: Sơ đồ minh họa "ngã tư Ho-li-đây".
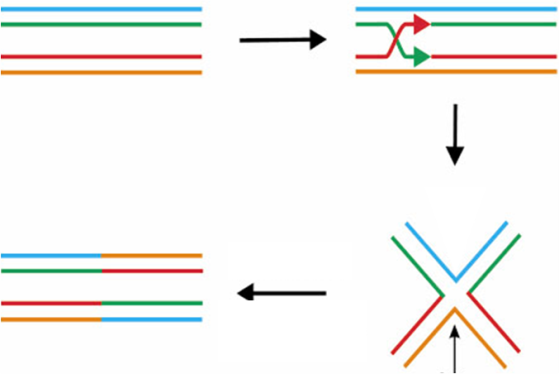
Hình 4: Lược đồ tạo thành trao đổi chéo theo mô hình Ho-li-đây.

### 2) Mô hình DSBR
DSBR viết tắt từ thuật ngữ "Double Strand Break Repair" (tạm dịch là mô hình "sửa chữa sợi kép") do Jack William Szostak (sinh năm 1952, giải thưởng Nobel 2009) và cộng sự công bố năm 1983. Theo mô hình này: khi các nhiễm sắc thể tương đồng tiếp hợp, các sợi cô-hê-xin (cohesin) hình thành, các nhiễm sắc tử (chromatide) không chị em bắt chéo nhau. Ở điểm bắt chéo xảy ra sự đứt đoạn DNA, rồi DNA được sửa chữa lại, nhờ đó các a-len đổi chỗ cho nhau (xem chi tiết ở mô hình DSBR).
Ngoài ra, di truyền học phân tử hiện nay còn đề xuất nhiều mô hình khác (xem trang Tái tổ hợp tương đồng).

## Tần số hoán vị và bản đồ di truyền
- Từ thời vùng khởi động, ông và các cộng sự đã cho rằng các gen càng nằm gần nhau trên nhiễm sắc thể, thì sẽ liên kết với nhau càng chặt chẽ, ngược lại các gen càng xa nhau thì càng dễ hoán vị nhau trong trao đổi chéo. Do đó, tần số hoán vị gen trong một phép lai phân tích sẽ phản ánh khoảng cách giữa các gen này, gọi là khoảng cách tương đối, chứ không phải là khoảng cách vật lí.
- Theo đó, phép lai AB//ab × ab//ab mà phát sinh x con lai, trong đó có y cá thể mang kiểu hình tái tổ hợp (Ab//ab và aB//ab) thì tỉ lệ tái tổ hợp = y/x × 100%, và đó là khoảng cách giữa 2 lô-cut này trên nhiễm sắc thể đang xét. Ở thí nghiệm trên của Moocgan, số ruồi con có kiểu hình tái tổ hợp có tỉ lệ = (206 + 185) / (965 + 944 + 206 + 185) × 100% = 17 %, thì khoảng cách giữa B/b với V/v là 17 đơn vị bản đồ (map unit viết tắt là m.u) hay 17 xăng-ti Moocgan (viết tắt là cM, để vinh danh công lao ông).[7],[8]

* * *
Tóm lại, gen hoán vị là các gen a-len đổi chỗ cho nhau trên cặp nhiễm sắc thể tương đồng không chị em do quá trình trao đổi chéo. Quá trình này tạo ra tái tổ hợp di truyền (genetic recombination) phát sinh nhiều tổ hợp tính trạng mới, đồng thời cũng tao ra nhóm gen liên kết mới, có lợi cho quá trình tiến hóa của sinh vật. Thông qua kết quả thu được về tần số tái tổ hợp (cũng gọi là tần số hoán vị gen), mà người ta đã xác lập được bản đồ gen.